# Thomas Belasyse (1er vicomte Fauconberg)
Thomas Belasyse, 1er vicomte Fauconberg (1577 - 18 avril 1653), titré baron Fauconberg entre 1627 et 1643 et Thomas Belasyse, 2e baronnet entre 1624 et 1627, est un homme politique anglais qui siège à la Chambre des communes à plusieurs reprises entre 1597 et 1624 et est élevé à la pairie en 1627. Il est un ardent partisan de la cause royaliste pendant la guerre civile anglaise.

## Biographie
Belasyse fait ses études au Jesus College de Cambridge au début des années 1590. Il a des tendances catholiques romaines et se marie dans une famille récusante connue, mais reste dans les lois de l'époque et assiste aux services de l'église anglicane. Il entre au Parlement en 1597 lorsqu'il est élu pour représenter Thirsk, un siège que son père a occupé, du deuxième au dernier parlement élisabéthain. Il est fait chevalier par Jacques Ier et sert comme juge de paix dans la circonscription du Nord du Yorkshire. Il reste actif dans la politique nationale et représente Thirsk aux parlements de 1614, 1621 et 1624 de Jacques Ier.
Pendant les premières années du règne de Charles Ier, la famille Belasyse se range du côté de John Savile, le custos rotulorum de West Riding, contre Thomas Wentworth. Les Savile s'allient au duc de Buckingham et c'est peut-être grâce à cette connexion politique que, le 25 mai 1627, Belasyse est élevé à la pairie en tant que Lord Fauconberg de Yarm,.
Après l'assassinat de Buckingham, l'influence de Wentworth à la cour grandit et avec elle son pouvoir, tandis que celle de ses adversaires politiques du Yorkshire diminue. Après la nomination de Wentworth à la présidence du conseil du nord en 1628, Fauconberg et son fils Henry sont brièvement emprisonnés et ils s'opposent au style de gouvernement que l'influence de Wentworth à la cour contribue à favoriser.
Avec la destitution et l'exécution de Wentworth, 1er comte de Strafford, en 1641, la fortune politique de Fauconberg s'améliore. Comme de nombreux membres de la petite noblesse et de la noblesse aux tendances catholiques romaines, il soutient Charles Ier dans sa lutte avec le Parlement. Au cours de l'été 1642, dans les mois qui précèdent le début de la guerre alors que Charles réside à York, Fauconberg et ses fils Henry et John sont d'éminents courtisans. Son fils aîné Henry un chevalier de la Comté signe un traité de neutralité avec Thomas Fairfax, (mais ses termes sont rejetés par le Parlement) et John son autre fils commande un régiment d'infanterie. La fidélité de Fauconberg à Charles est récompensée le 31 janvier 1643, il reçoit le titre de vicomte Fauconberg de Henknowle, comté de Durham (son deuxième fils, John, est fait baron Belasys de Worlaby en 1645),.
Fauconberg soutient William Cavendish, marquis de Newcastle, suit la fortune de ce noble au siège d'York, qui tient trois mois contre de puissantes armées écossaises et parlementaires. Lorsque la garnison royaliste d'York et une armée de relève sous le commandement du prince Rupert du Rhin perdent la bataille de Marston Moor le 2 juillet 1644, Newcastle et Fauconberg s'enfuient en exil et s'embarquent à Scarborough, pour Hambourg. Pendant qu'il est à l'étranger, ses biens sont mis sous séquestre pour sa délinquance, et est condamné au paiement d'une amende de 5012 £ 18 s. Il retourne dans le North Riding en 1649 mais refuse de prêter le serment d'abjuration et est reconnu coupable de récusation. Il meurt le 18 avril 1653, et est enterré dans l'église paroissiale de Coxwold, dans le comté d'York,.

## Famille
Fauconberg épouse Barbara Cholmley (c. 1575 - 28 février 1619), la fille d'Henry Cholmley de Roxby à Whitby Strand, une famille connue pour sa récusation. Leur fille Barbara Belasyse (1609/1610 – 1641) épouse en 1631 Henry Slingsby (en) de Scriven, 1er baronnet. Son fils aîné Henri meurt en 1647, son fils aîné, Thomas, petit-fils de Fauconberg, hérite du titre. Contrairement à son grand-père et à son père, Thomas soutient la cause parlementaire et épouse plus tard Mary, une fille d'Oliver Cromwell. Le deuxième fils de Fauconberg, John, est élevé à la pairie par Charles II sous le nom de baron Belasyse.